# Granyena de Segarra
Granyena de Segarra (spanisch Grañena de Cervera) ist eine spanische Gemeinde (municipio) mit 145 Einwohnern (Stand: 2024) im Nordosten Kataloniens. 

## Geographie
Granyena de Segarra liegt etwa 45 Kilometer östlich von Lleida und etwa 75 Kilometer westnordwestlich von Barcelona in einer Höhe von ca. 635 m. 

## Einwohnerentwicklung
| 1970 | 1981 | 1991 | 2001 | 2011 | 2021 |
| ---- | ---- | ---- | ---- | ---- | ---- |
| 285  | 217  | 186  | 154  | 137  | 158  |

## Sehenswürdigkeiten
- Reste der Burganlage von Granyena
- Marienkirche
- Marienkapelle
- Peterskapelle
- Rathaus

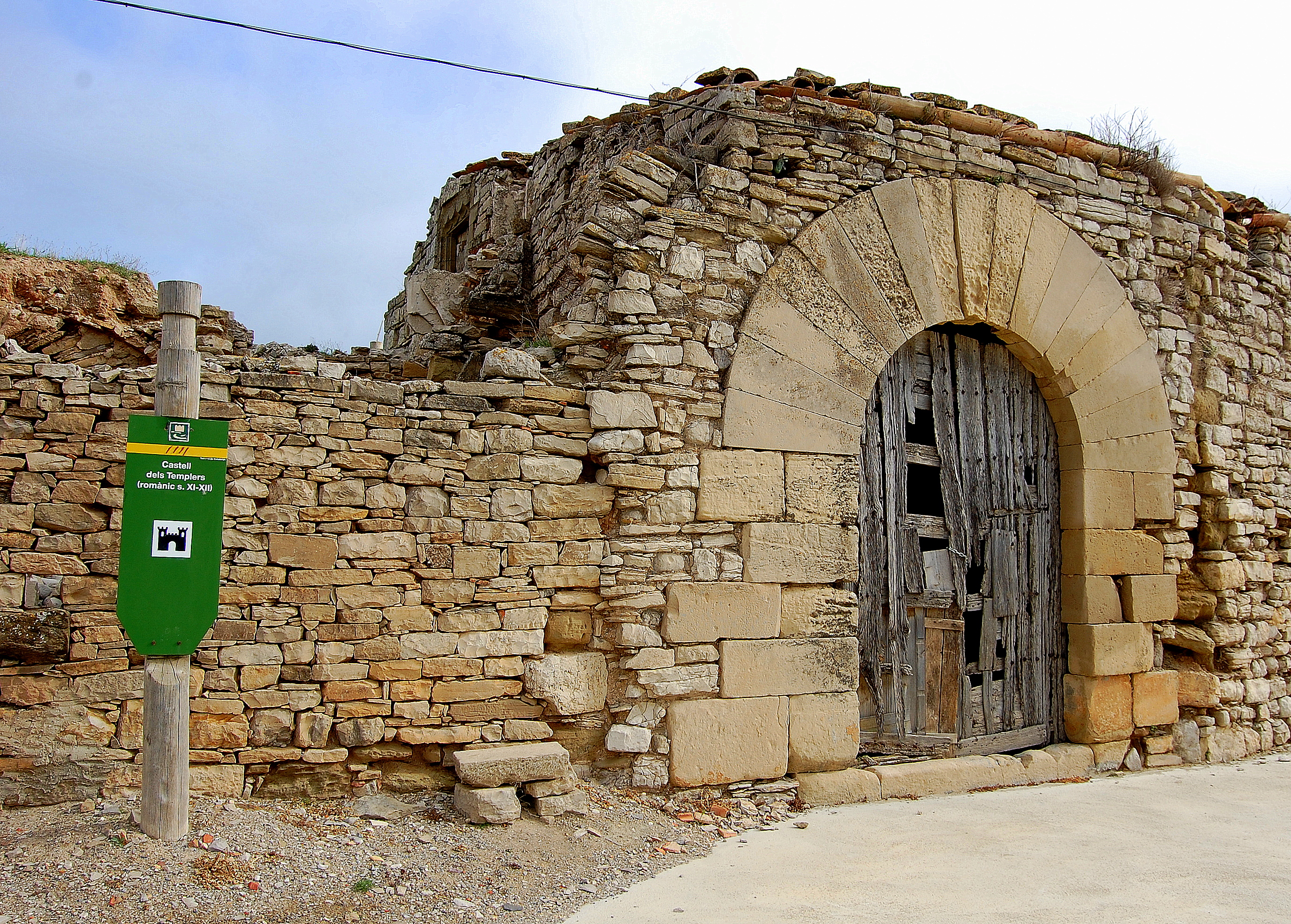
Burganlage von Granyena
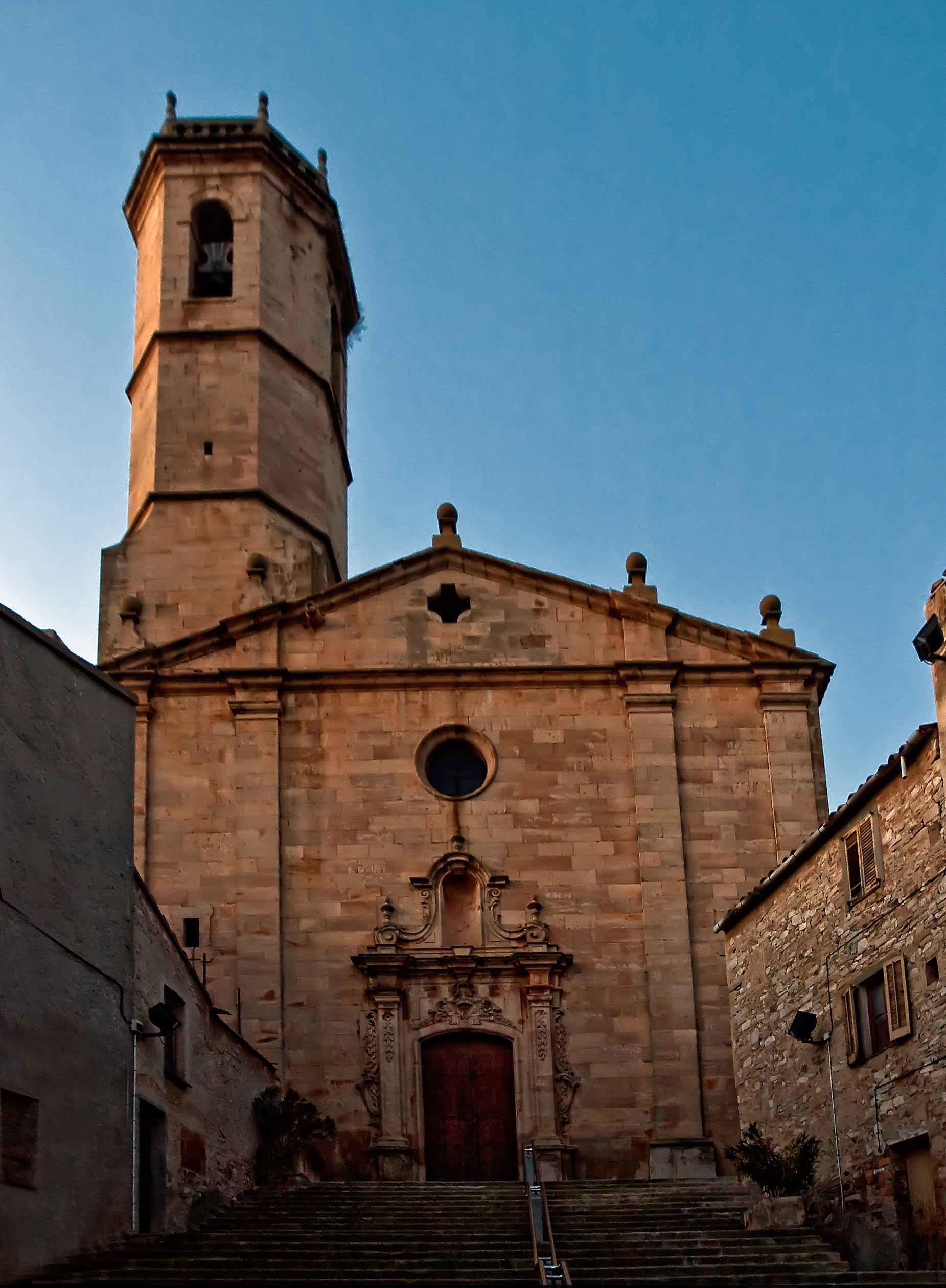
Marienkirche
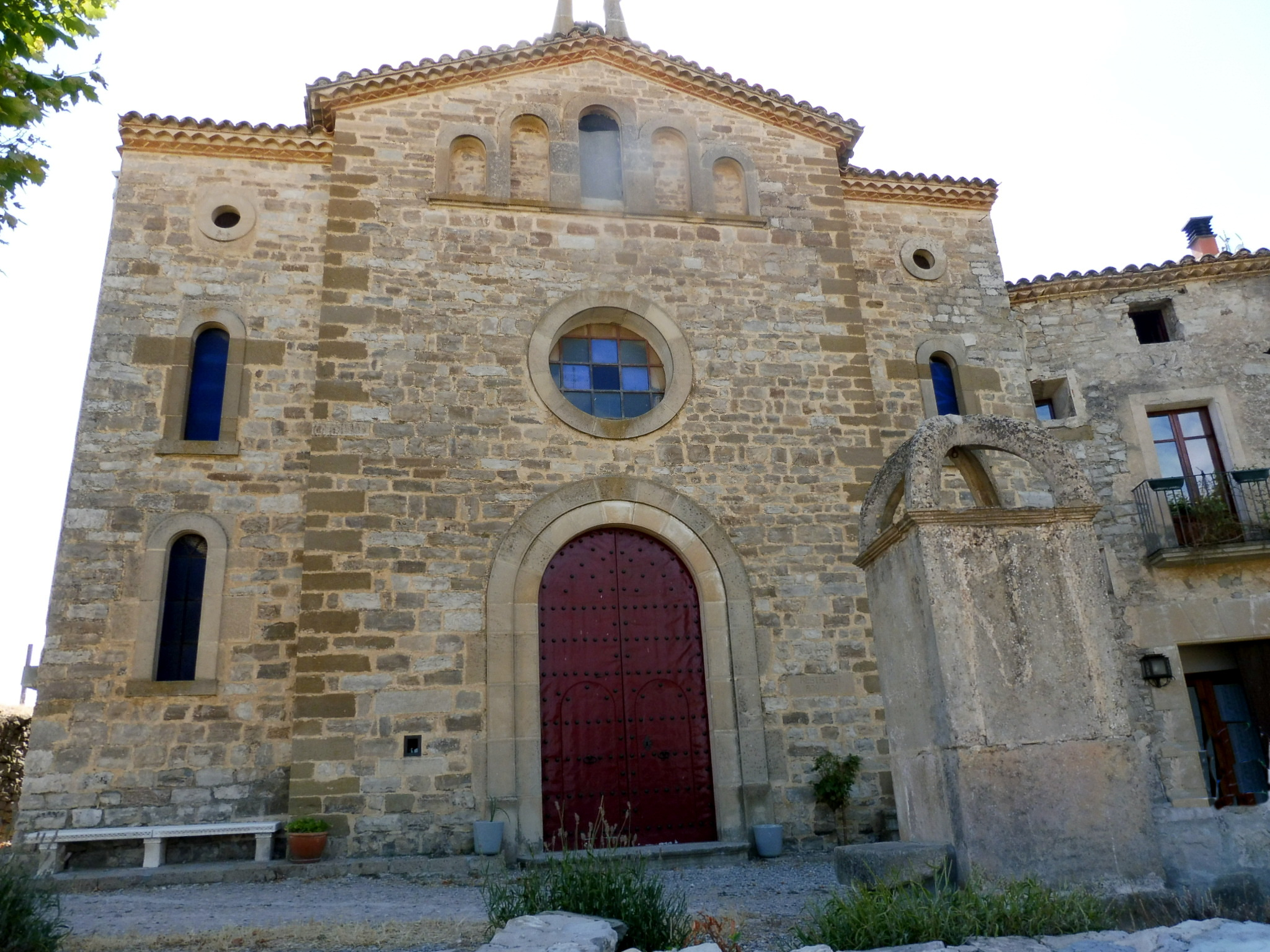
Marienkapelle
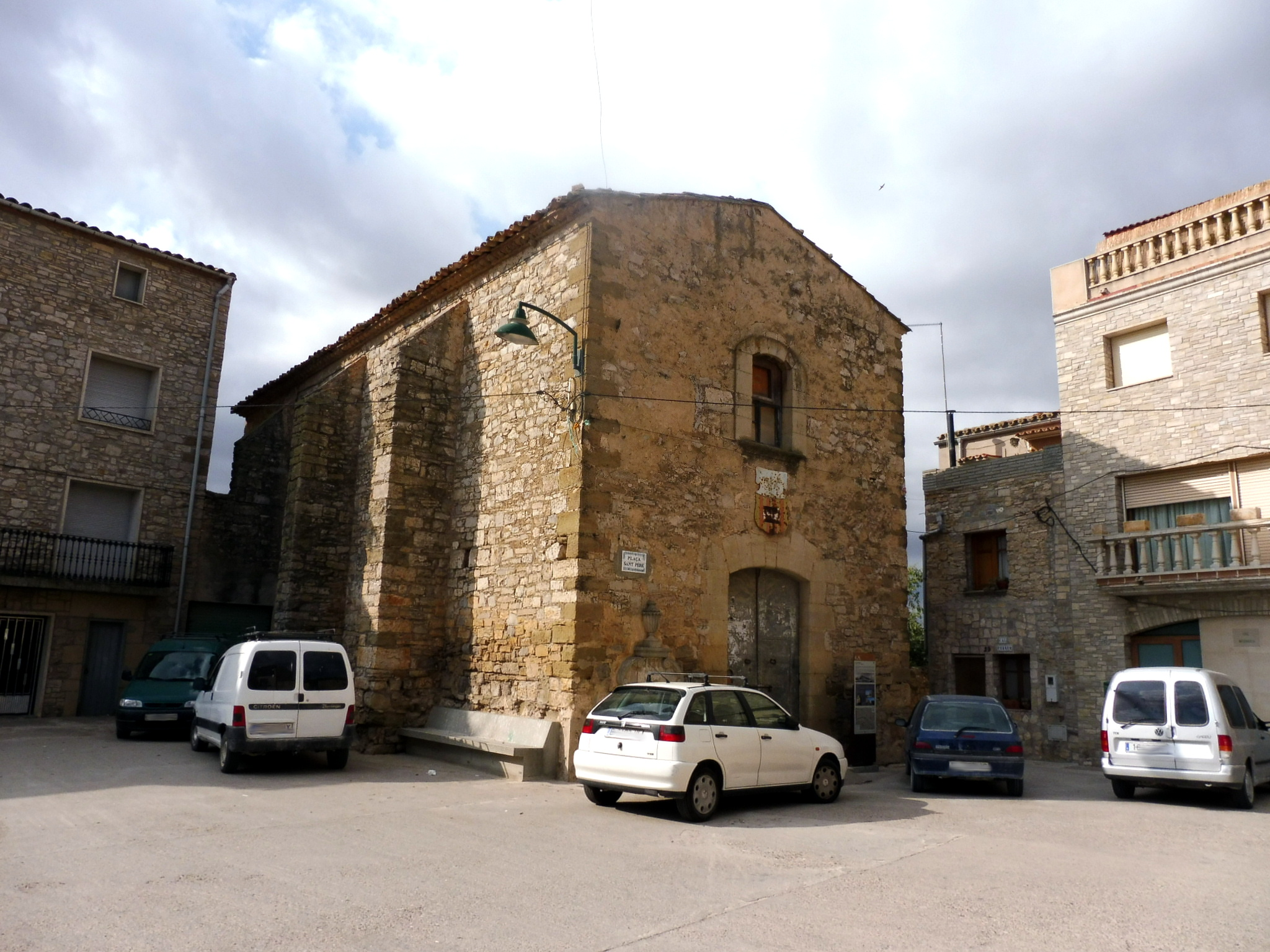
Peterskapelle